# Territoire de Louisiane
Pour les articles homonymes, voir Louisiane (homonymie).
1805–1812
Entités précédentes :
- Louisiane française

Entités suivantes :
- territoire du Missouri

Le territoire de Louisiane fut un territoire organisé des États-Unis après la vente de la Louisiane par Napoléon Bonaparte aux États-Unis.

## Histoire
Après l'acquisition de la Louisiane française, le gouvernement américain partagea ce vaste territoire en deux parties de part et d'autre du 33e parallèle. Le nord sous l'appellation de territoire de Louisiane et le sud sous le nom de territoire d'Orléans.
Le territoire de Louisiane fut divisé en cinq districts : Saint-Louis, Saint Charles, Sainte Geneviève, Cap Girardeau et New Madrid.
En 1806, le pouvoir territorial crée le district de l'Arkansas avec les terres de la nation amérindienne des Osages. Le restant du territoire devint le territoire de la Haute Louisiane (en anglais : Upper Louisiana Territory). 
Le 4 juin 1812, le territoire prit le nom de territoire du Missouri afin de ne pas le confondre avec le nouvel État de Louisiane (évolution du territoire d'Orléans) qui rejoignait l'Union cette année-là. Le 1er octobre suivant, le gouverneur Clark organise le territoire du Missouri en cinq premiers districts.

## Gouverneurs
James Wilkinson, Meriwether Lewis et William Clark furent les trois seuls gouverneurs du territoire.